# كيسي كارليسلي
كيسي كارليسلي (بالإنجليزية: Kacee Carlisle)‏ (من مواليد 11 فبراير 1980 في واشنطن، الولايات المتحدة) هي مصارعة أمريكية محترفة.

## روابط خارجية
- كيسي كارليسلي على موقع CageMatch worker (الإنجليزية)
- كيسي كارليسلي على موقع قاعدة بيانات المصارعة على الإنترنت (الإنجليزية)